# Armani Moore
Armani T'Bori Moore (Swainsboro, 25 marzo 1994) è un cestista statunitense.

## Carriera
Dopo i quattro anni di college passati alla University of Tennessee (12,2 punti, 7,61 rimbalzi e 4,1 assist di media nell'anno da senior) partecipa alla NBA Summer League di Orlando del 2016 con gli Indiana Pacers, giocando a poco meno di 3 punti di media. Il 13 agosto successivo firma il suo primo contratto professionistico con lo Zielona Góra squadra militante nella PLK polacca, con cui vince campionato e coppa e partecipa a Basketball Champions League e FIBA Europe Cup. Il 31 dicembre 2017 termina la sua esperienza polacca e firma fino al termine della stagione in Germania con l'EWE Baskets Oldenburg. Il 6 giugno 2018, dopo essere stati eliminati ai play-off dall'Alba Berlino, viene annunciato il suo trasferimento ai New Zealand Breakers, terminando però la stagione in Germania all'Eisbären Bremerhaven. Il 14 ottobre 2019 torna in Polonia al Prokom Gdynia, ma dopo l'eliminazione della squadra dall'Eurocup, il 18 dicembre fa il suo ritorno a Oldenburg.

## Palmarès
- Campionato polacco: 1

Zielona Góra: 2016-17
- Coppa di Polonia: 1

Zielona Góra: 2017